# Blighia unijugata
Blighia unijugata Baker, 1868 è una pianta appartenente alla famiglia delle Sapindacee.

## Descrizione
È un albero dioico sempreverde alto fino a 30–35 m.
I fiori, il cui colore va dal bianco al giallo, hanno un profumo dolce. Il frutto è lungo circa 3 cm, trilobato, di colore rosso o rosso rosato quando maturo, e contiene di norma tre semi lunghi 1–2 cm. I semi poggiano su arilli arancioni o gialli.

## Distribuzione e habitat
Blighia unijugata è rinvenibile in gran parte dell'Africa Tropicale.

## Uso
Ha un uso alimentare limitato: le foglie vengono utilizzate in Nigeria come verdura.
Viene invece maggiormente utilizzata per il legno ed ha un ruolo importante nella medicina tradizionale, per le sue supposte proprietà sedative ed analgesiche. In Sudafrica i fiori vengono utilizzati per produrre una lozione cosmetica profumata.